# Metoda kasowa
Metoda kasowa – metoda rozliczania podatku VAT. Szczególny sposób powstawania obowiązku podatkowego, który bywa korzystny dla małych podatników. Polega ona na tym, że obowiązek podatkowy powstaje z chwilą uregulowania całości lub części należności, a nie, jak w przypadku pozostałych podatników, z chwilą dostarczenia towaru lub momentu wykonania usługi. Moment powstania obowiązku podatkowego nie może być jednak późniejszy niż 180 dni od daty wydania towaru lub wykonania usługi. Jest to podstawowa różnica pomiędzy metodą kasową a memoriałową.
Metoda kasowa nie wymaga również klasyfikacji kosztów na bezpośrednie i pośrednie oraz konieczności przyporządkowywania ich konkretnym przychodom.
Wyjątkiem od zastosowania metody kasowej jest ewidencjonowanie wynagrodzeń pracowników, zapłaconych składek ZUS oraz zasiłków pieniężnych z ubezpieczenia społecznego wypłacanego przez pracodawcę. 
- Wynagrodzenia pracowników wypłacane w okresie wynikającym ze stosunku pracy, pracodawca ma możliwość zaliczenia do kosztów w miesiącu, za który są należne. Nieterminowa wypłata wynagrodzenia pracownika musi zostać zewidencjonowana w dacie faktycznej wypłaty.
- Składki ZUS przedsiębiorcy zaliczane są do kosztów zawsze w momencie ich faktycznej zapłaty.
- Zasiłki pieniężne z ubezpieczenia społecznego wypłacanego przez pracodawcę mogą być zaliczone do kosztów uzyskania przychodu w miesiącu, w którym są należne, jeżeli zostaną opłacone do 15 dnia miesiąca następującego po wypłacie wynagrodzenia (jeżeli wynagrodzenia są wypłacane za dany miesiąc w miesiącu następnym- do 15 dnia tego miesiąca). W innym przypadku (nietermizowanym opłaceniu składek) składki zostaną ujęte w miesiącu faktycznej zapłaty.

Metody kasowej nie można stosować w przypadku:
- importu usług,
- wydania towarów przez komitenta komisantowi na podstawie umowy komisu,
- wewnątrzwspólnotowej dostawy towarów,
- dostawy towarów w wyniku transferu bonu jednego przeznaczenia,
- dokonywanej w trybie egzekucji dostawy towarów, o której mowa w art. 18 ustawy o VAT,
- otrzymania dotacji,
- otrzymania subwencji,
- świadczenia zwolnionych od podatku usług ubezpieczeniowych,
- świadczenia, na podstawie odrębnych przepisów, na zlecenie sądów powszechnych, administracyjnych, wojskowych lub prokuratury usług związanych z postępowaniem sądowym, lub przygotowawczym, z wyjątkiem usług, do których stosuje się art. 28b ustawy o VAT, stanowiących import usług,
- przeniesienia z nakazu organu władzy publicznej lub podmiotu działającego w imieniu takiego organu własności towarów w zamian za odszkodowanie.

Nie należy mylić metody kasowej z zasadą kasową.